# 巴卡里·科内
巴卡里·科内（法語：Bakari Koné，1981年9月17日—），科特迪瓦足球运动员，司职前锋，於2008年夏季轉投法甲球會馬賽。

## 生平

### 球會
非洲人巴卡里·科内是在祖國的球會出身，之後曾到卡塔爾聯賽踢球。與不少非洲球員一樣，他也於稍後時間投身法甲聯賽：2003年先效力球會洛里昂，再於2005年轉到尼斯。雖然身高僅1.63米，但勝在速度佳，體能充沛，單在2005-06年球季，巴卡里·科內已在聯賽出戰27場，射入5球。
2008年巴卡里·科内跟法甲的傳統球會馬賽簽約，正式加盟該隊。 2009年三月巴卡里·科内壓倒效力西班牙巴塞羅那的當選當年科特迪瓦足球先生。

### 國家隊
由於國家隊前鋒人才極多，巴卡里·科內在國家隊不過是替補，但也有一定貢獻。如在2005年11月14日對羅馬尼亞一場世界杯熱身賽，巴卡里·科内後備入替後取得入球，助國家隊以2-1獲勝。2006年非洲國家盃巴卡里·科内也是替補，在對喀麥隆的準決賽中，便憑他在加時的入球，助科特迪瓦出線。

## 外部連結
- 巴卡里·科內個人網頁(法文版本)